# Yuri Berchiche Izeta
Yuri Berchiche Izeta (Zarautz, 10 de febrer de 1990) és un futbolista professional basc que juga com a lateral esquerre a l'Athletic Club.

## Carrera esportiva
Berchiche va començar la seva carrera al planter de la Reial Societat, però el va deixar per anar al de l'Athletic Club a 16 anys. El 8 de juny de 2007 l'Athletic i el Tottenham Hotspur FC varen acordar un traspàs, i el jugador va continuar la seva formació a Anglaterra, al planter del Totthenham: mentre jugava pel Tottenham sub-18 al Torneig Eurofootb a Bèlgica, fou nomenat "Jugador del torneig", i els Spurs guanyaren la competició en vèncer el RSC Anderlecht per 4–0 a la final.
Berchiche va anar al Cheltenham Town de la League One en una cessió d'un mes, el 26 de març de 2009. Dos dies després va debutar en lliga, en un empat 1–1 fora de casa contra el Walsall FC.
L'abril de 2009, Berchiche va fer una entrada molt contundent a Henri Lansbury, de l'Scunthorpe United (cedit per l'Arsenal FC), qui en un primer moment es pensava que s'havia fracturat la cama. Tot i que no va ser expulsat per això, l'entrenador del Cheltenham Martin Allen li va ordenar que deixés el camp igualment; posteriorment es va comprovar que Lansbury no patia cap lesió a la cama.
El juliol de 2009, Berchiche va anar cedit al Reial Valladolid. Allà es va beneficiar de l'absència per lesió d'Alberto Marcos, i va començar la temporada de primera divisió com a titular, en un 0–0 contra la UD Almería. Seria l'únic partit que disputaria a la lliga BBVA aquella temporada, i finalment l'equip va acabar baixant.
L'estiu de 2010, amb 20 anys, Berchiche fou venut pel Tottenham, i va signar un contracte de dos anys amb el Real Unión, de segona divisió B. El 29 de juny de 2012, després de dues temporades senceres, va tornar a la Reial Societat, que el va cedir a un altre equip de la Segona B, la SD Eibar.
A començaments de 2014, Berchiche va renovar el contracte amb els Txuriurdin fins al 2016. El juny, després d'haver ajudat l'Eibar a pujar a la màxima categoria per primer cop en la seva història, fou guardonat com a membre de l'"onze titular" de la categoria.
L'agost de 2014 Berchiche va retornar a la Reial Societat, per formar part del primer equip. Posteriorment va esdevenir titular, en el lloc de qui ho havia estat durant molt de temps, Alberto de la Bella.

### Paris Saint-Germain
El 7 de juliol de 2017, Berchiche va signar contracte per quatre anys amb el Paris Saint-Germain FC. Va debutar a la Ligue 1 el 8 de setembre, jugant els 90 minuts en una victòria per 5–1 a fora contra el FC Metz.

## Internacional
Berchiche ha representat Espanya a les seleccions Sub-17 i Sub-18.

## Palmarès
SD Eibar
- 1 Segona divisió: 2013-14

Paris Saint-Germain
- 1 Ligue 1: 2017-18
- 1 Copa francesa: 2017-18
- 1 Copa de la lliga francesa: 2017-18

Athletic Club
- 1 Copa del Rei: 2024[17]